# Leonora Anson, condessa de Lichfield
Leonora, condessa de Lichfield, LVO (1 de fevereiro de 1949) nascida Leonora Mary Grosvenor, filha de Robert Grosvenor, mais tarde o quinto duque de Westminster, e sua esposa honorável Viola Maud Lyttelton.

## Biografia
Lady Leonora cresceu no Ely Lodge, em Blaney, Condado de Fermanagh, Irlanda do Norte, antes de frequentar a Sherborne School.
Conheceu Patrick Anson, 5.º Conde de Lichfield, quando ele a fotografou como debutante do ano de 1967. Em 8 de março de 1975, casaram-se na Catedral de Chester, quando tornou-se a condessa de Lichfield.
No Ano Novo de 1997, Leonora foi nomeada tenente da Real Ordem Vitoriana.
Eles tiveram três filhos juntos:
- Lady Rose Meriel Margaret Anson (nascida em 27 de julho de 1976)
- Thomas Anson, 6.º Conde de Lichfield (nascido em 19 de julho de 1978)
- Lady Eloise Anne Elizabeth Anson (nascida em 1981), casada em 2013 com Louis Waymouth

O casal se divorciou em 1986 e, como ela não se casou novamente, a condessa mantém seu título. Lord Lichfield morreu em 11 de novembro de 2005. Desde 1979, a condessa é uma dama de companhia extra para a princesa real.